# Couëtron-au-Perche
Couëtron-au-Perche es una comuna nueva francesa situada en el departamento de Loir y Cher, de la región de Centro-Valle de Loira.

## Historia
Fue creada el 1 de enero de 2018, en aplicación de una resolución del prefecto de Loir y Cher de 10 de julio de 2017 con la unión de las comunas de Arville, Oigny, Saint-Agil, Saint-Avit y Souday, pasando a estar el ayuntamiento en la antigua comuna de Souday.

## Demografía
| Gráfica de evolución demográfica de Couëtron-au-Perche entre 1800 y 2015 |
|                                                                          |

Los datos entre 1800 y 2015 son el resultado de sumar los parciales de las cuatro comunas que forman la nueva comuna de Couëtron-au-Perche, cuyos datos se han cogido de 1800 a 1999, para las comunas de Arville, Oigny, Saint-Agil, Saint-Avit y Souday de la página francesa EHESS/Cassini. Los demás datos se han cogido de la página del INSEE.

## Composición
| Comuna delegada | Código INSEE | Población (2014) | Superficie (km²) | Densidad (hab./km²) |
| --------------- | ------------ | ---------------- | ---------------- | ------------------- |
| Arville         | 41005        | 70               | 9.75             | 14                  |
| Oigny           | 41165        | 93               | 9.86             | 9                   |
| Saint-Agil      | 41197        | 270              | 15.61            | 17                  |
| Saint-Avit      | 41202        | 102              | 14.83            | 7                   |
| Souday          | 41248        | 519              | 36.42            | 14                  |